# St. Peter (Neidenbach)

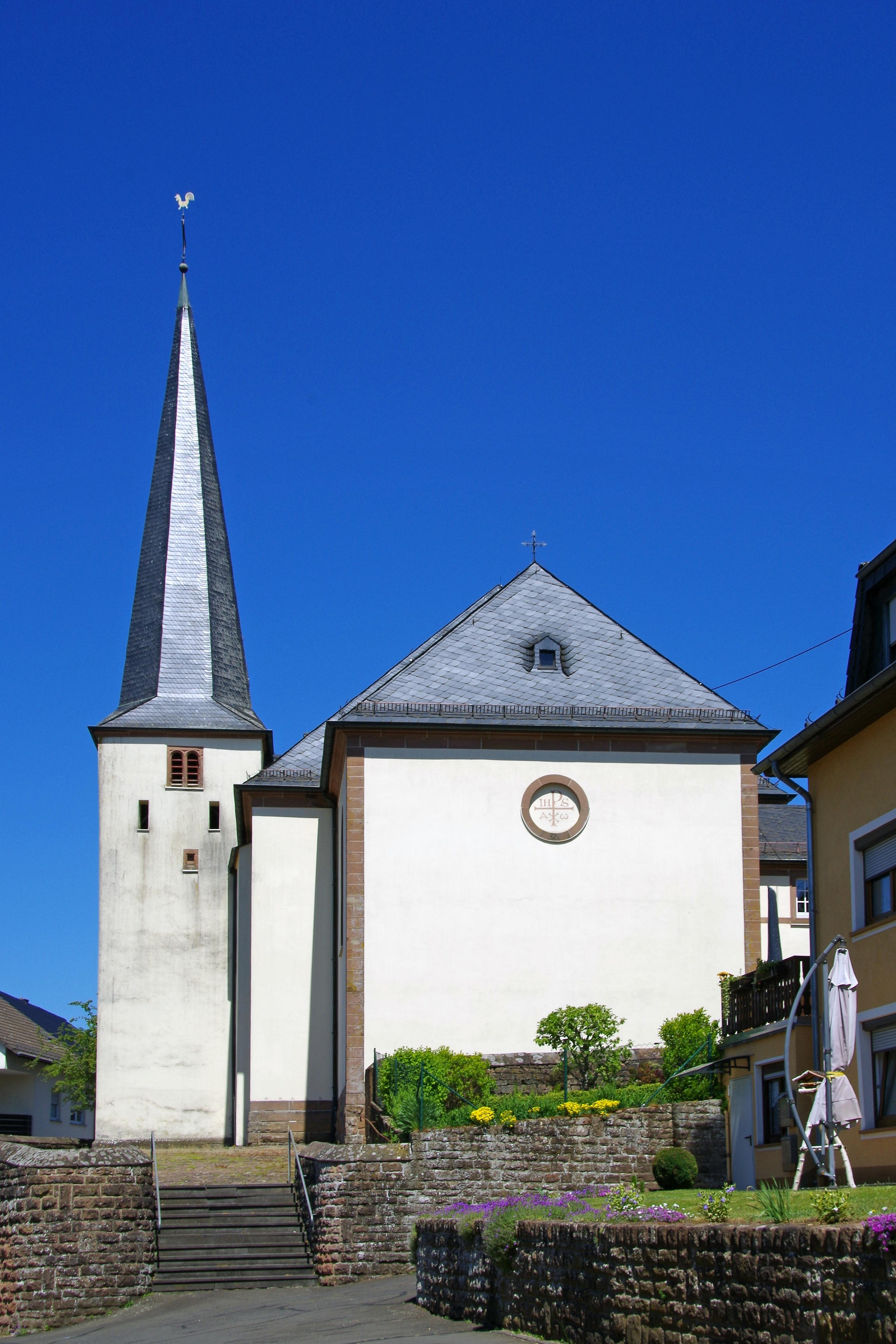
St. Peter (Neidenbach)

Die Kirche St. Peter ist die römisch-katholische Pfarrkirche von Neidenbach im Eifelkreis Bitburg-Prüm in Rheinland-Pfalz. Die Pfarrei gehört zur Pfarreiengemeinschaft Kyllburg im Bistum Trier.

## Geschichte
Die ursprünglich gewestete Kirche mit einem Turm von 1725 und einem Schiff von 1778 wurde von 1924 bis 1926 durch den Architekten Peter Marx dergestalt umgebaut und erweitert, dass das Schiff nun quer zum früheren verläuft (mit Chor im Süden). Es handelt sich um einen Saalbau mit Flachdecke und dreiseitig umlaufender Empore. Die Kirche ist dem Apostel Simon Petrus als Patron anvertraut.

## Ausstattung

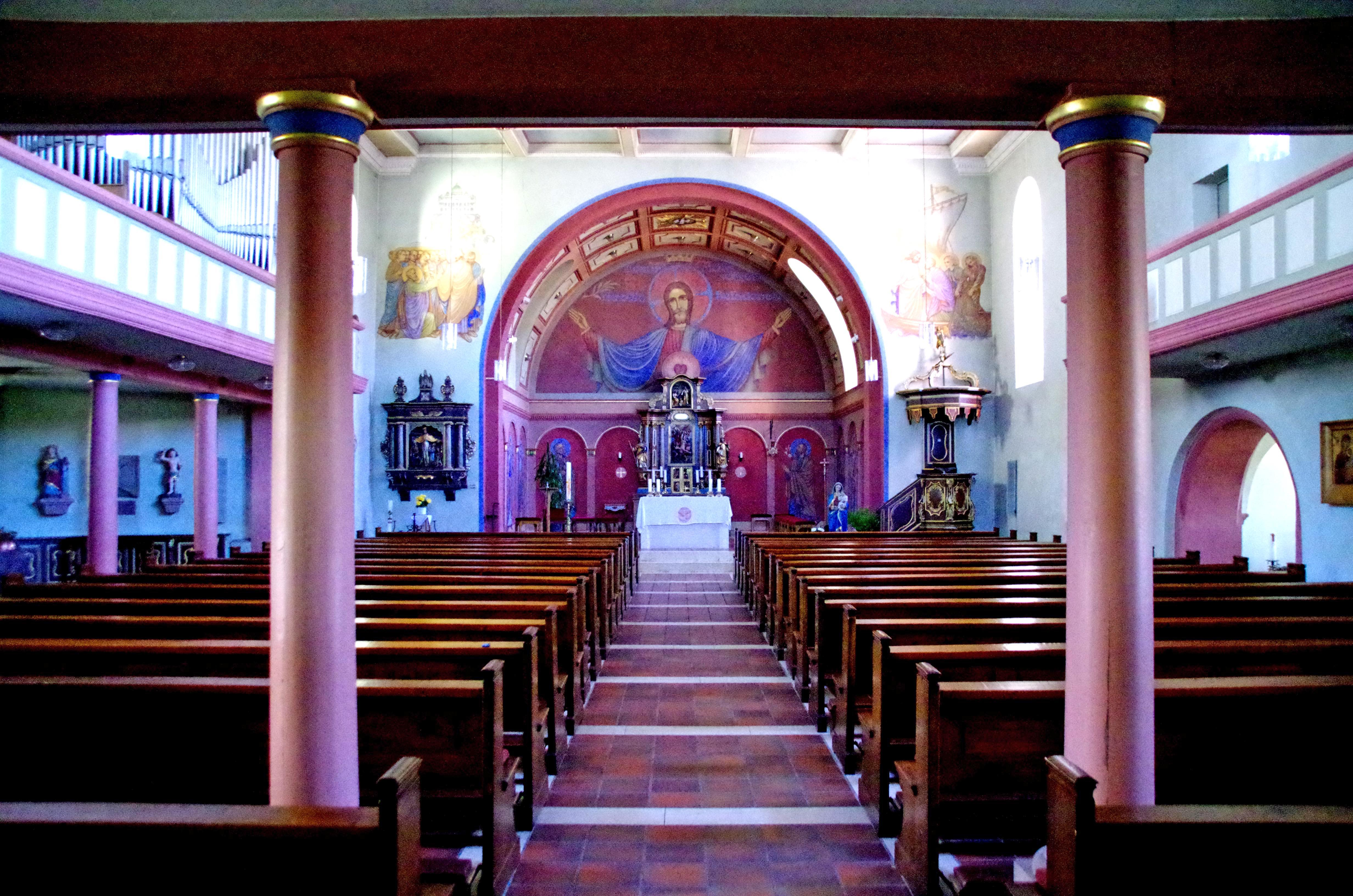
St. Peter (Neidenbach)

Aus der Barockkirche wurde der Hochaltar als Säulenaltar übernommen. Die Figuren von 1926 stammen aus der Werkstatt der Wittlicher Brüder Josef (1885–1949) und Bernward Kickartz. Es sind dies: Kreuzigung des Petrus (Mitte), Heilige Familie (obere Nische), Walburga (links) und Hermann Joseph von Steinfeld (rechts), ferner ein Marienretabel mit Schutzmantelmadonna. Ebenfalls aus dem 18. Jahrhundert stammen die Kanzel und die Sandsteinfiguren der heiligen Sebastian und Barbara. Das älteste Ausstattungsstück ist in der Taufkapelle (früherer Chor) eine Sakramentsnische von 1630.
Der Altarraum (mit gewölbter Kassettendecke) wurde von 1931 bis 1933 von Alfred Gottwald ausgemalt. In der Mitte oben zeigt sich der Pantokrator mit sichtbarem Herzen und der Inschrift: Kommt zu mir, ihr alle, ihr Mühseligen und Beladenen. Auf der linken Seite stehen zwei Engel und Petrus.
Die Orgel mit zwei Manualen und 15 Registern wurde 1939 von der Firma Sebald gebaut. Sie steht auf der Ostempore.